# Tripterygion tripteronotum
Tripterygion tripteronotum (conocida comúnmente como «moma nariguda»), es un pez marino perteneciente a la familia Tripterygiidae. Posee una longitud media de 6,5 cm, alcanzando unos 8 centímetros como máximo, y habita en fondos rocosos del mar Mediterráneo y mar Negro, a profundidades comprendidas entre los 6 y los 12 m.
A primera vista pueden confundirse con los góbidos, pero se diferencian de estos por tener las aletas pélvicas adelantadas con respecto a las pectorales, tienen pocos radios, la aleta dorsal es generalmente única.